# Zon-Maanmeer

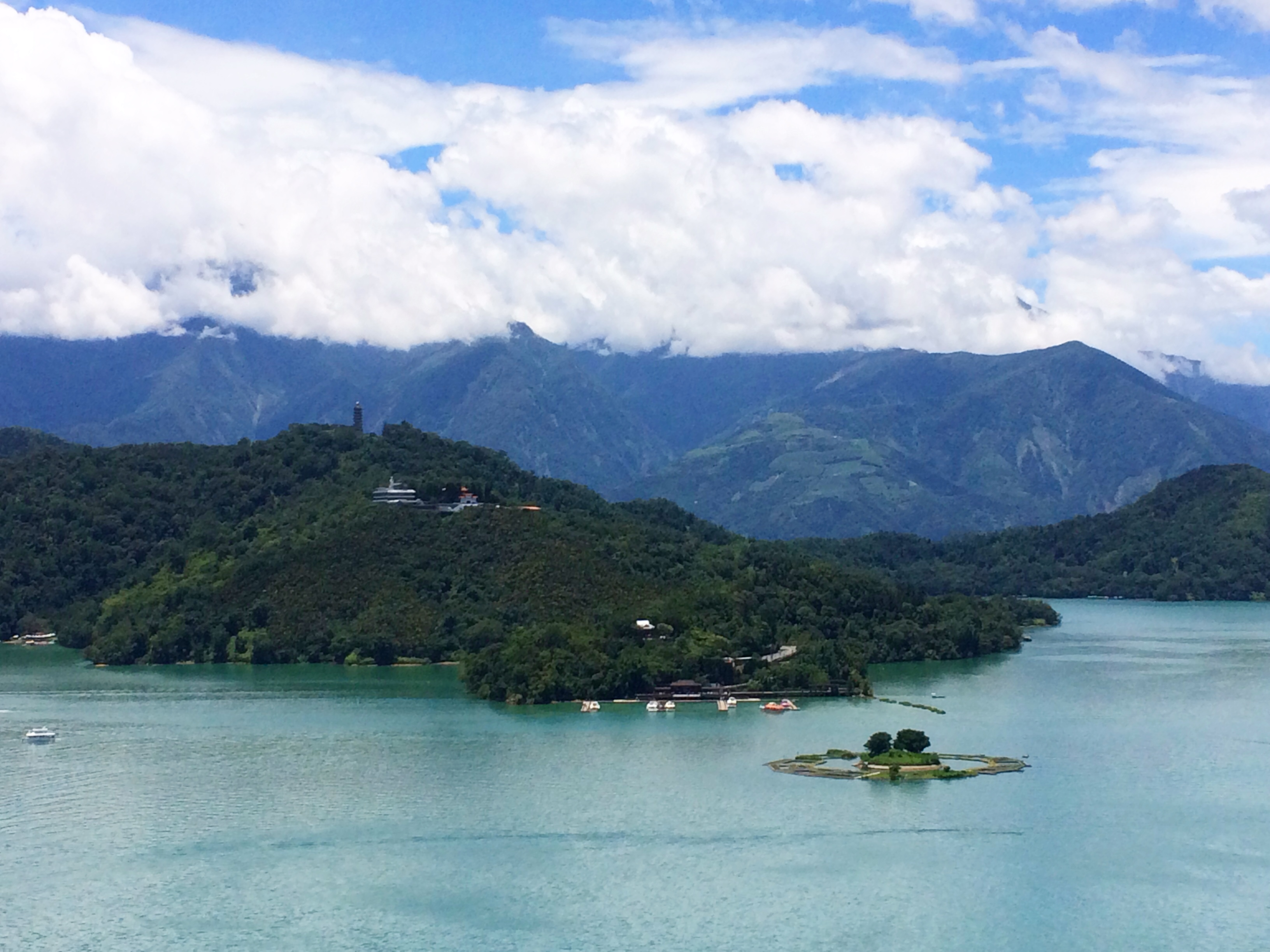
Rechts op de voorgrond het Lalu-eiland (拉魯島, Lālǔ dǎo), dat vóór 1999 aanzienlijk groter in omvang was

Het Zon-Maanmeer (traditioneel Chinees: 日月潭, hanyu pinyin: Rìyuè tán) is een meer in Nantou, gelegen in het midden van Taiwan. Het is het grootste wateroppervlak op het eiland. Het gebied rondom het Zon-Maanmeer wordt bewoond door de Thao, een groep Taiwanese aboriginals. De Thao beschouwen het kleine eilandje Lalu, gelegen in het midden van het meer, als het thuis voor de geesten van hun voorouders. Het oostelijke deel van het meer stelt een zon voor; het westelijke deel een maan. Sinds 1927 behoort het meer tot de "Acht Gezichten van Taiwan" (臺灣八景).

## Geschiedenis
In de Qing-periode kwamen veel Chinese schrijvers en dichters naar het meer om het landschap te aanschouwen en te beschrijven. In de vroegmoderne tijd droeg het Zon-Maanmeer ook de naam Candidiusmeer, naar de Nederlandse missionaris van de Hervormde Kerk, Georgius Candidius. Als eerbetoon werd het meer na zijn dood naar de Nederlander vernoemd, en in oude Engelstalige literatuur wordt derhalve de naam "Lake Candidius" gebruikt. Volgens de lokale legende trokken de Thao enkele eeuwen geleden vanuit het zuidelijker gelegen Chiayi richting de omgeving van het Zon-Maanmeer. Jagers van de Thao zouden een wit hert hebben gevolgd, dat hen naar het meer zou hebben geleid. Daar zou het hert vervolgens het water in gelopen zijn en zijn veranderd in een fee, die de ouderen binnen de stam in hun dromen zou hebben overtuigd van de voordelen van het zich vestigen bij het meer.
Tijdens de Japanse bezetting van Taiwan (1895–1945) droeg het eiland Lalu de naam "Jade-eiland" (Japans: 玉島). Net als Qing-schrijvers en -dichters kwamen nu ook leden van het Japanse koningshuis naar het meer. Zij vierden hier hun vakantie. Toen de Nationalistische overheid van Chiang Kai-shek in de jaren 50 de macht overnam van de Japanners, veranderde zij de naam van het eiland in Guanghua (光華島, "stralend Chinees eiland").
In september 1999 werd het Zon-Maanmeer getroffen door een aardbeving met een kracht van 7,6 op de schaal van Richter. Hierbij kwamen 2.415 mensen om het leven en geraakten meer dan honderdduizend mensen dakloos. Het Guanghua-eiland, dat het meer duidelijk opdeelde in twee helften – het "zon"- en het "maan"-gedeelte – verdween door de aardbeving grotendeels onder water, waardoor nu nog slechts een klein deel van het eiland overblijft. Ter erkenning van de Thao en de slachtoffers die binnen de gemeenschap vielen bij de aardbeving besloot de Taiwanese overheid om de Thao-naam "Lalu" aan te houden.
De Taiwanese regering diende in 2012 protest in bij de Chinese regering, nadat de Volksrepubliek China een illustratie van het Zon-Maanmeer had toegevoegd aan het ontwerp van Chinese paspoorten.
In 2021 kampt Taiwan met de ernstige droogte sinds 56 jaar. De neerslag is ver beneden normaal en het afgelopen orkaanseizoen is kalm verlopen. De tropische cyclonen gaan veelal gepaard met grote hoeveelheden regen. Als een gevolg hiervan is de waterstand in het meer met 12 meter gedaald en is op sommige plaatsen helemaal drooggevallen. De autoriteiten hebben vanaf 1 april 2021 het park gesloten uit veiligheidsoverwegingen.